# Irredentismo italiano en Malta

Mapa de las regiones consideradas italianas por los irredentistas italianos en 1918.

El irredentismo italiano en Malta indica el fenómeno del irredentismo italiano entre las comunidades italianas localizadas en la isla de Malta. El movimiento en el archipiélago fue muy activo, solo en 1934 los ingleses prohibieron el uso del italiano para completar el proceso de anglización.
Los fuertes lazos con Italia son aún testimonio de la influencia italiana en el idioma maltés (que sin embargo es un dialecto sículo-árabe), cuya semejanza con la italiana se acentúa en las palabras de temática cultural. Otro punto de unión de la isla con Italia es la preencia en Malta de muchos apellidos de claro origen italiano.